# Цитолиз
Цитолиз — процесс разрушения клеток эукариот, выражающийся в виде их полного или частичного растворения под действием лизосомальных ферментов. Цитолиз может быть как частью нормальных физиологических процессов, например при эмбриогенезе, так и патологическим состоянием, возникающим при повреждении клетки внешними факторами, например, при воздействии на клетку антител. Так же цитолизом называют процесс перехода воды из раствора внутрь клетки, сопровождающийся увеличением клетки в объеме с разрывом её оболочки.
Например в организме человека цитолиз гепатоцитов может развиваться при гепатите как результат воздействия антител на пораженные вирусом клетки печени.